# Municipio Tomave
Das Municipio Tomave ist ein Verwaltungsbezirk im Departamento Potosí im Hochland des südamerikanischen Anden-Staates Bolivien.

## Lage im Nahraum
Das Municipio Tomave ist eines von vier Municipios in der Provinz Antonio Quijarro, das durch die Abspaltung des Municipio Jatun Ayllu Yura etwa halbiert worden ist. Es grenzt im Norden, Westen und Süden an das Municipio Uyuni, im Südosten an die Provinz Nor Chichas, im Osten an die Provinz José María Linares und im Nordosten an das Municipio Porco und an die Provinz Tomás Frías.

## Geographie
Tomave liegt auf dem Altiplano im zentralen Bolivien am nordöstlichen Rand der Cordillera de Chichas.
Die mittlere Durchschnittstemperatur der Region liegt bei etwa 11 °C (siehe Klimadiagramm Potosí), die monatlichen Durchschnittstemperaturen schwanken zwischen 8 °C im Juni/Juli und gut 13 °C von November bis März. Der Jahresniederschlag beträgt nur etwa 350 mm, bei einer ausgeprägten Trockenzeit von April bis Oktober mit Monatsniederschlägen zwischen 0 und 15 mm, und einer kurzen Feuchtezeit von Dezember bis Februar mit Monatsniederschlägen von gut 70 mm.

## Bevölkerung
Die Bevölkerungszahl ist zwischen 1992 und 2024 deutlich zurückgegangen:
| Jahr | Einwohner | Quelle                        |
| ---- | --------- | ----------------------------- |
| 1992 | 11.999    | Volkszählung                  |
| 2001 | 12.764    | Volkszählung                  |
| 2012 | 9.078     | Volkszählung nach der Teilung |
| 2024 | 7.811     | Volkszählung nach der Teilung |

Die Bevölkerungsdichte des Municipios betrug 1,3 Einwohner/km² bei der Volkszählung 2024, der Anteil der städtischen Bevölkerung ist 0 Prozent.
Die Lebenserwartung der Neugeborenen liegt bei 56 Jahren. (2001)
Der Alphabetisierungsgrad bei den über 19-Jährigen beträgt 71 Prozent, und zwar 89 Prozent bei Männern und 55 Prozent bei Frauen. (2001)

## Politik
Ergebnisse der Wahlen zum Gemeinderat (concejales del municipio) bei den Regionalwahlen vom 4. April 2010:
| Wahl- berechtigte |  | Wahl- beteiligung | gültige Stimmen |  | MAS-IPSP | AS     | FCRP   | MSM    | M.O.P. |
| ----------------- |  | ----------------- | --------------- |  | -------- | ------ | ------ | ------ | ------ |
| 4.949             |  | 4.124             | 2.977           |  | 1.241    | 565    | 550    | 395    | 226    |
|                   |  | 83,3 %            | 72,2 %          |  | 41,7 %   | 19,0 % | 18,5 % | 13,3 % | 7,6 %  |

Ergebnis der Regionalwahlen (elecciones de autoridades políticas) vom 7. März 2021:
| Wahl- berechtigte |  | Wahl- beteiligung | gültige Stimmen |  | MAS-IPSP | AS      | PAN-BOL | M.O.P. |
| ----------------- |  | ----------------- | --------------- |  | -------- | ------- | ------- | ------ |
| 5.972             |  | 4.921             | 4.018           |  | 2.492    | 533     | 399     | 181    |
|                   |  | 82,40 %           | 81,65 %         |  | 62,02 %  | 13,27 % | 9,93 %  | 4,50 % |

## Gliederung
Das Municipio unterteilt sich in die folgenden Kantone (cantones):
- 05-1202-01 Kanton Tomave – 51 Ortschaften – 2.919 Einwohner
- 05-1202-02 Kanton Opoco – 15 Ortschaften – 522 Einwohner
- 05-1202-03 Kanton Ubina – 3 Ortschaften – 244 Einwohner
- 05-1202-04 Kanton Tolapampa – 11 Ortschaften – 723 Einwohner
- 05-1202-05 Kanton Yura – 87 Ortschaften – 5.579 Einwohner
- 05-1202-06 Kanton Calasaya – 19 Ortschaften – 1.247 Einwohner
- 05-1202-07 Kanton Kilpani – 2 Ortschaften – 199 Einwohner
- 05-1202-08 Kanton Ticatica – 20 Ortschaften – 1.627 Einwohner
- 05-1202-09 Kanton Cuchagua (auch: Viluyo) – 3 Ortschaften – 364 Einwohner
- 05-1202-10 Kanton Tacora – 3 Ortschaften – 698 Einwohner
- 05-1202-11 Kanton Apacheta – 2 Ortschaften – 143 Einwohner
- 05-1202-12 Kanton San Francisco de Tarana – 9 Ortschaften – 401 Einwohner

## Ortschaften im Municipio Tomave
- Kanton Tomave
  - Tomave 661 Einw.

- Kanton Opoco
  - San Pedro de Opoco 115 Einw.

- Kanton Tolapampa
  - Tolapampa 135 Einw. – Jancoyo 35 Einw.

- Kanton Yura
  - Yura 968 Einw. – Caracota 277 Einw. – Challa Pampa 275 Einw. – Pelca 268 Einw. – Punutuma 249 Einw. – Tatuca 241 Einw. – Pajcha 229 Einw. – Pecataya 158 Einw. – Visigsa 126 Einw.

- Kanton Calasaya
  - Calasaya 374 Einw.

- Kanton Kilpani
  - Kilpani 191 Einw.

- Kanton Ticatica
  - Tica Tica 915 Einw. – Ollerías 88 Einw.

- Kanton Cuchagua
  - Cuchagua 232 Einw.

- Kanton Tacora
  - Tacora 620 Einw.

- Kanton San Francisco de Tarana
  - Tarana 223 Einw.